# Даланжаргалан
Даланжаргалан (монг. Даланжаргалан) — сомон (район) в аймаке Дорноговь в юго-восточной Монголии. Административным центром сомона является железнодорожная станция Олон Овоо на трансмонгольской железной дороге (Улан-Батор — Пекин), которая располагается на месте бывшей базы советских ВВС. На 21 км севернее от административного центра располагаются угольные шахты Элдэвийн.